# Seversky P-35
Pour les articles homonymes, voir P-35.
Le Seversky P-35 est un chasseur américain. Cet appareil n'a pas eu les succès commercial et militaire qu'il méritait, mais fut à l'origine du P-47. Il fut le premier avion tout métallique monoplace à train rentrant à entrer en service au sein de l'USAAC.

## Les origines
Au milieu des années 1930, l'apparition du Messerschmitt 109 oblige tous les autres pays à revoir leurs besoins en avions de chasse. Les États-Unis ne disposent que du P-26 et l’Air Corps lance donc un concours devant remplacer le P-26.
Trois compagnies répondent à l’appel d’offres, Curtiss avec son Model 75 (futur P-36), Northrop avec le Model 3A et Seversky avec le SEV-2XD (Désignation constructeur pour SEVersky 2 places Démonstrateur eXpérimental). Ce dernier était propulsé par un moteur en étoile refroidi par air Wright R-1820 et disposait d’un train fixe. Les deux membres d’équipages étaient assis en tandem, et le membre arrière pouvait actionner une mitrailleuse pour la défense. Le projet fut soumis à l’USAAC en mai 1935. Le prototype fut accidenté lors de son transport par la route vers le terrain d’évaluation. Serversky réussit à obtenir un délai pour la réparation, et récupère l’appareil accidenté, non pas pour le réparer, mais pour le transformer, ayant eu un aperçu de ses concurrents, les Curtiss Model 75 et Northrop 3A, et modifia le SEV-2P, nouvelle appellation du SEV-2XD, en avion monoplace et à train rentrant comme les projets concurrents, la société Curtiss accusant même l’Air Corps de favoriser Seversky en accordant un délai supplémentaire.
Néanmoins l’avion de Northrop étant lui aussi victime d’un crash, le projet fut repoussé au mois d’avril 1936. Ce délai fut également mis à profit par Seversky pour modifier de nouveau son projet notamment par l’installation d’un nouveau moteur, le Pratt & Whitney R-1830-9 Twin Wasp et d’un nouvel empennage horizontal. Le SEV-2P devient le SEV-7. Malgré toutes ces modifications le SEV-7 ne parvint pas atteindre la vitesse de 480 km/h requise par le contrat, sa vitesse maximum étant de 445 km/h, et bien que le model 75 de Curtiss a la faveur de l’état-major, l’USSAC passa commande le 16 juin 1936 de 77 exemplaires du SEV-7 sous la désignation P-35 car le Model 75 ne peut pas être produit immédiatement, alors que le P-35 peut être construit plus rapidement.
Le premier P-35 vola en 1937. Dans le même temps, la Suède chercha également un nouveau chasseur et commanda 120 exemplaires du P-35 mais n'en reçut que 60, les autres furent conservés par les Américains et envoyés aux Philippines.
Alexander Kartveli fut chargé de la conception du P-35 et plus tard du P-47.

## Engagements
Les P-35A basés à Del Carmen Airfield (en), aux Philippines, subirent l'attaque japonaise du 10 décembre 1941. Cinq purent s'envoler et l'un d'entre eux abattit un D3A Val ; le même jour, le pilote d'un P35A parvint à couler un dragueur de mines japonais de la classe N° 7 en le mitraillant (l'explosion provoqua au passage l’amerrissage forcé de l'avion).
Au bout de deux jours de combat, seulement huit P-35 étaient encore en état de voler aux Philippines. En 1942, les deux appareils survivants participèrent à l'évacuation du personnel de plusieurs bases américaines jusqu'à ce qu'un de ces appareils soit détruit par un accident à l’atterrissage. Le 3 mai 1942, le dernier P-35 en état de voler effectua une sortie avec un P-40 contre les troupes japonaises en train de débarquer dans la baie de Macajalar ; il s'agit de la dernière action d'un P-35 du côté américain.
L'Armée de l'air suédoise perdit sept P-35 lors de combats avec des avions allemands le long de la frontière norvégienne.[réf. nécessaire]
22 exemplaires furent achetés par les Japonais avant la guerre et utilisés contre la Chine, mais ils furent vite retirés des premières lignes, étant jugés très médiocres.

## Développements
Un des avatars les plus surprenants du P-35 est le Reggiane Re.2000 conçu par Roberto Longhi, en s'inspirant fortement du P-35 pour construire le Re.2000, appareil qui eut une carrière plus longue que son aîné.
- P-35
- P-35A
- EP-106 : version livrée à la Suède

### Aéronefs comparables
- Bloch MB.152
- Curtiss P-36
- Curtiss-Wright CW-21
- Fiat G.50
- Focke-Wulf Fw 190
- Hawker Hurricane
- IAR-80
- Macchi MC.200
- Messerschmitt Bf 109
- Mitsubishi A6M Zero
- Nakajima Ki-43
- Reggiane Re.2000
- Rogozarski IK-3